# Proton (družice)

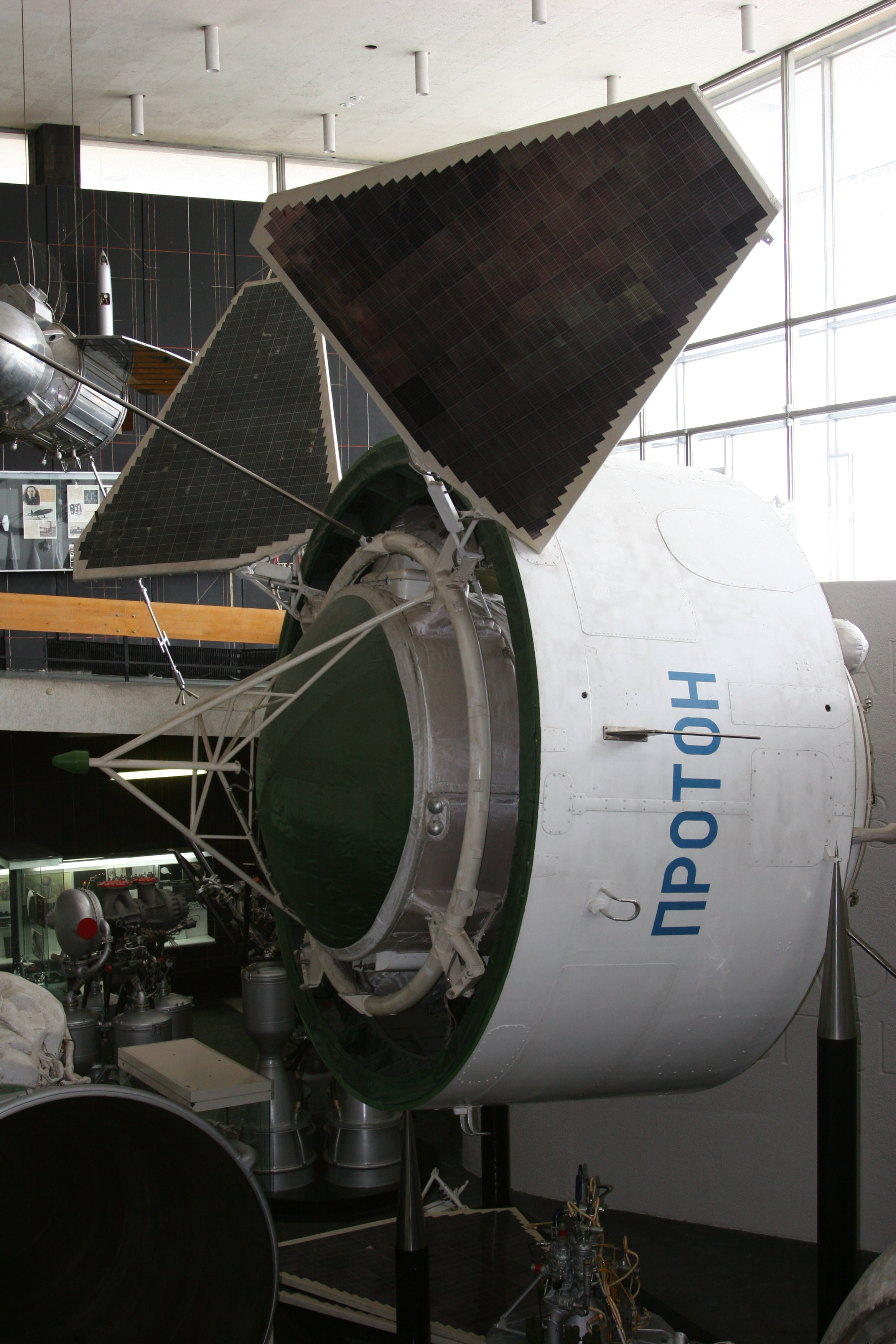
Model družice Proton

Proton (rusky Протон) je označení řady vědeckých sovětských družic z let 1965-1966, vypuštěných na oběžnou dráhu Země s pomocí stejnojmenných raket. 
Úkolem družic byl vědecký výzkum fyziky mimořádně vysokých energií kosmických paprsku dopadajících na Zemi z okolního vesmíru. Bylo odhadováno, že energie dosahuje až tisíc miliard elektronvoltů.

## Přehled vypuštěných družic
K vypouštění družic byla použita pro tyto účely vyvinutá mohutná raketa Proton. 
- Proton 1 - start 10. července 1965, COSPAR 1965-054A
- Proton 2 – start 2. listopadu 1965, COSPAR 1965-087A
- Proton 3 – start 6. července 1966, COSPAR  1966-060A
- Proton 4 – start 16. listopadu 1968, COSPAR 1968-103A

## Konstrukce
Ve své době se jednalo o mimořádně velké družice s hmotností 12 500 kg.
Atypickým tělesem byl Proton 4 nejen svou hmotností 17 000 kg, ale i odlišným tvarem. Šlo totiž zároveň o maketu připravované orbitální stanice Saljut, ovšem vybavené obdobnými přístroji jako předchozí sondy stejného jména k měření kosmického záření..
Vyrobilo je středisko NPO Mašinostrojenija (rusky НПО машиностроения)